# Ozodicera (Ozodicera) attenuata
Ozodicera (Ozodicera) attenuata is een tweevleugelige uit de familie langpootmuggen (Tipulidae). De soort komt voor in het Neotropisch gebied.